# Onderwijstechnoloog
Een onderwijstechnoloog of leertechnoloog is een onderwijsdeskundige die is gespecialiseerd in (bijvoorbeeld elektronische) leermiddelen en ICT. Hij is daarmee een deskundige die onderwijsprofessionals begeleidt bij het effectief gebruiken en combineren van de beschikbare media en informatieve, communicatieve en educatieve technologieën. Hij evalueert, traint en adviseert, en ontwikkelt en implementeert ook meestal deze technologieën.
Een onderwijstechnoloog heeft vaak enkele jaren relevante ervaring in het hoger onderwijs, de onderwijsondersteuning of in de onderzoeksbranche en is meestal universitair geschoold. Dankzij zijn expertise is hij vaak gespecialiseerd in leren op afstand, web conferencing, sociale media, video, online samenwerking, interactief leren of de ontwikkeling van websites.

## Geschiedenis
Met het gebruik van radio en de televisie in het onderwijs of de onderwijsfilm ontstond volgens velen het begin van de onderwijstechnologie. Anderen koppelen dit aan de opkomst van de leermachine. Weer anderen zien in de introductie van de computer in het onderwijs, als geavanceerde leermachine, het ontstaan van de onderwijstechnologie.
De opkomst van de onderwijstechnologie bracht ook de vorming van het beroep onderwijstechnoloog met zich mee. In de jaren zeventig van de twintigste eeuw waren de voornaamste 5 rollen van een onderwijstechnoloog die van ontwikkelaar van onderwijssystemen, adviseur op het gebied van leren, producent van onderwijsmaterialen, beheerder van leerinhouden en onderwijsplanner.

## Onderwerpen
Een onderwijstechnoloog zal zich in zijn bezigheden niet richten op basisvaardigheden in het omgaan met onderwijstechnologie zoals kantoorapplicaties en internet (informatie en communicatie). Onderwerpen waarmee hij zich wel zou kunnen bezighouden zijn:
- Animaties (Flash),
- Drill & Practice → Onderwijsdialoog (geprogrammeerde instructie),
- Simulaties,
- Audio en video,
- Samenwerkend leren met de computer,
- Websites beoordelen en bouwen,
- Zoeken van digitale informatie (internet, database),
- Digitaal presenteren (smartboard, college, studiemateriaal, portfolio, studieresultaten), toetsen, evalueren en beoordelen,
- Digitale cursussen ontwerpen,
- Elektronische leeromgeving (Blackboard, WebCT, Polaris, Projectplace, Teletop),
- Computer als instrument (TIE, Opereren op afstand, Monitoren op afstand),
- Computer als doel,
- Digitale administratie (cijfers, studievoortgang, vakken),
- Digitaal communiceren,
- Geavanceerd CGO (probleem oplossen, expertsystemen, computercoach),
- Software demonstraties,
- ICT-begeleide zelfstudie,
- Visie op ICT in het onderwijs.

## Toepassing
Een onderwijstechnoloog kan (op het gebied van informatie en communicatie) technologie inzetten als een instrument, als een middel om het onderwijs te beheren (ELO's) of om het onderwijs te sturen. Het verschil tussen bijvoorbeeld computerbeheerd (CBO) en computergestuurd onderwijs (CGO) ligt in het antwoord op de vraag; “wordt door de computer te gebruiken het onderwijs efficiënter (CBO) of effectiever (CGO)?”. Van effectiever is sprake als de computer werkvormen mogelijk maakt die directer leiden naar gestelde leerdoelen. Deze werkvormen zijn dan niet of nauwelijks mogelijk zonder het gebruik van de computer.
Naast raakvlakken met de onderwijskunde en de onderwijspsychologie zijn er ook toepassingen in disciplines als informatica, artificiële intelligentie, psychonomie/cognitie, kennistechnologie, (cognitieve) ergonomie en communicatiewetenschap.
In de praktijk van het onderwijs worden digitale leermaterialen slechts mondjesmaat gebruikt. Complex gebruik in de vorm van serious games en simulaties wordt nauwelijks aangetroffen. Het gaat (tot in ieder geval 2005) vooral om internet en tekstwerken). Of begeleiding bij het schrijven zoals een online scriptieplatform.
ICT wordt vaak gekoppeld aan het mogelijk of beter mogelijk maken van bepaalde didactische methoden (vaak wordt dit aangeduid met Digitale Didactiek). Men kan bijvoorbeeld denken aan projectonderwijs of andere methoden van probleemoplossend en onderzoekend leren. Toch blijkt maar weinig gebruikgemaakt te worden van ICT om het onderwijs persoonlijk en op maat te laten verlopen.
Een onderwijstechnoloog ontwerpt ook toepassingen die mensen met een beperking kunnen ondersteunen in het onderwijs zoals bij dyslexie.